# Michele Pennisi
Michele Pennisi (ur. 23 listopada 1946 w Licodia Eubea) – włoski duchowny katolicki, arcybiskup Monreale w latach 2013-2022.

## Życiorys
Święcenia kapłańskie otrzymał 9 września 1972 i został inkardynowany do diecezji Caltagirone. Był wykładowcą m.in. w Katanii i w Caltagirone. Pełnił także funkcje m.in. wikariusza biskupiego ds. duszpasterstwa społeczno-kulturalnego oraz rektora Collegio Capranica w Rzymie.
12 kwietnia 2002 papież Jan Paweł II mianował go ordynariuszem diecezji Piazza Armerina. Sakry biskupiej udzielił mu 3 lipca 2002 ówczesny arcybiskup Palermo - kard. Salvatore De Giorgi.
8 lutego 2013 Benedykt XVI mianował go arcybiskupem ordynariuszem Monreale. Ingres odbył się 26 kwietnia 2013.
Bp Pennisi jest autorem wielu publikacji dotyczących życia i działalności ks. Luigiego Sturzo.
28 kwietnia 2022 papież Franciszek przyjął jego rezygnację z funkcji arcybiskupa Monreale.